# Zeeburg
Zeeburg è stato uno stadsdeel di Amsterdam. A partire dal 1º maggio 2010, è confluito nello stadsdeel Amsterdam-Oost.
Comprendeva i quartieri IJburg, Indische Buurt, Oostelijk Havengebied e Zeeburgereiland. In particolare, IJburg, sorto su isole di nuova costruzione, è caratterizzato da una rapida crescita.
Aveva una popolazione di 42 243 abitanti (gennaio 2005) e una superficie di 19,31 km².